# Понойские петроглифы
Понойские петроглифы или Понойские писаницы — памятники монументального изобразительного творчества расположены рядом с селом Чальмны-Варрэ в Ловозерском районе Мурманской области России. Изображения на камнях были сделаны в разные периоды между 3500—2500 годами до н. э. и 2500—1500 годами до н. э.

## История
Понойские петроглифы были обнаружены в 1973 году близ урочища Чальмны-Варрэ научной бригадой Ленинградского филиала Института археологии Академии наук СССР во главе с Шумкиным Владимиром Яковлевичем.
По форме и стилям рисунков, считается, что изображения были сделаны в двух разных временных периодах. Первый период приходится приблизительно на 3500-2500 год до н. э. Второй этап относится к периоду между 2500-1500 годами до нашей эры.

## Описание
Более 100 изображений вырезанные на плоских поверхностях десяти валунов, самый крупный из которых имеет площадь почти 7 м². Число изображений на них колеблется от 2—3 до 60. Изображены сцены охоты на оленей и лосей, камлания шамана, рождения олененка. 75% рисунков изображают оленей, 16% людей, а остальные 9% состоят из солнечных символов и одного змеиного изображения. По словам Н. Н. Гуриной, в них как по содержанию, так и по форме имеются определенные точки соприкосновения с другими петроглифами Карелии.